# Xã Greenleaf, Quận Meeker, Minnesota
Xã Greenleaf (tiếng Anh: Greenleaf Township) là một xã thuộc quận Meeker, tiểu bang Minnesota, Hoa Kỳ. Năm 2010, dân số của xã này là 676 người.